# سوراساری

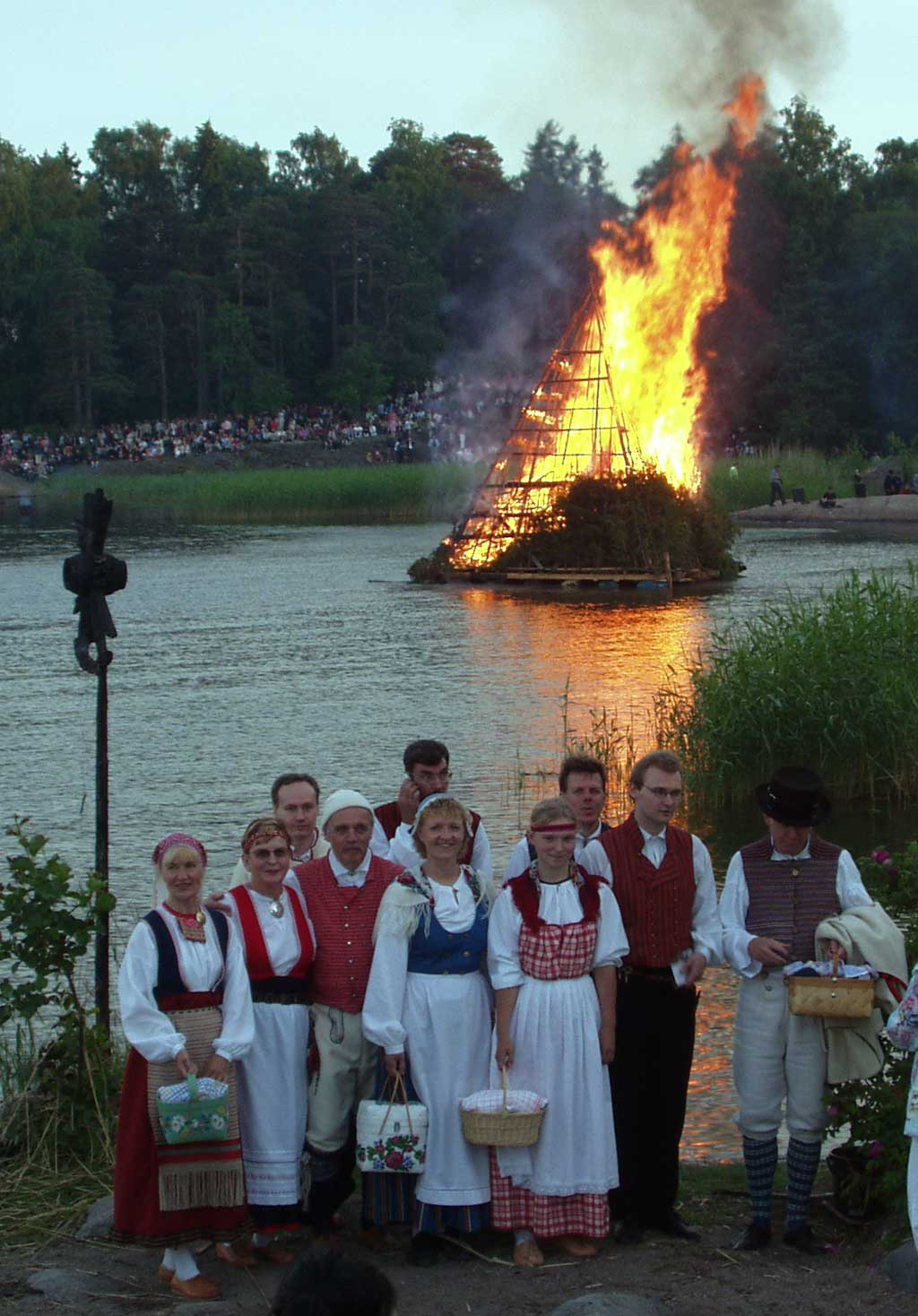
جشن نیمه‌شب تابستان در سوراساری هلسینکی. ژوئن ۲۰۰۵

سِوراساری (فنلاندی: Seurasaari)، (سوئدی: Fölisön) یک جزیره کوچک با انبوهی از درخت در هلسینکی، فنلاند است که عمدتاً به عنوان یک موزه فضای باز و دارای ساختمان‌های قدیمی و عمدتاً چوبی شناخته می‌شود.

## جغرافیا
سوراساری به منطقه اوسیما در هلسینکی مربوط است. در تابستان، بسیاری از اهالی هلسینکی برای استفاده از فضای روستایی و آرام و استفاده از فضای باز به سوراساری می‌آیند. این جزیره دارای انواع حیات وحش، به ویژه پرندگان، سنجاب قرمز و خرگوش نیز می‌باشد. اوج محبوبیت این جزیره در جشن نیمه‌تابستان موسوم به یوهانّوس (سوئدی: میدسُمَّر) است.

## فرهنگ و سنت در جشن نیمه تابستان
از سال ۱۹۵۵، تعطیلات جشن نیمه‌تابستان همیشه بین ۲۰ ژوئن تا ۲۶ ژوئن بوده‌است. بسیاری از جشن‌های نیمه‌تابستان جمعه شب برگزار می‌شود.
از سنتی‌ترین و مرسوم‌ترین کارها در این شب در سوراساری فراهم کردن هیزم فراوان به‌صورت پشته‌های بزرگ است. طبق رسوم اهالی هلسینکی یک زوج تازه ازدواج کرد این پشته هیزم را آتش می‌زنند. حجم این آتش بسیار زیاد است و تقریباً تا صبح مشتعل می‌ماند. برخی در اطراف آتش و برخی در قایق کوچک لنگرانداخته در جزیره سوراساری شاهد برگزاری این رسم سنتی هستند.
از ویژگی‌های مهم منطقه سوراساری و جشن نیمه تابستان در آن، شب سفید و آفتاب نیمه‌شب است. به دلیل موقعیت فنلاند در اطراف دایره قطب شمال، شب‌های نزدیک به روز نیمه تابستان، کوتاه هستند. جالب‌تر این که دما در سوراساری می‌تواند بین صفر تا ۳۰ درجه سانتی‌گراد متغیر باشد.

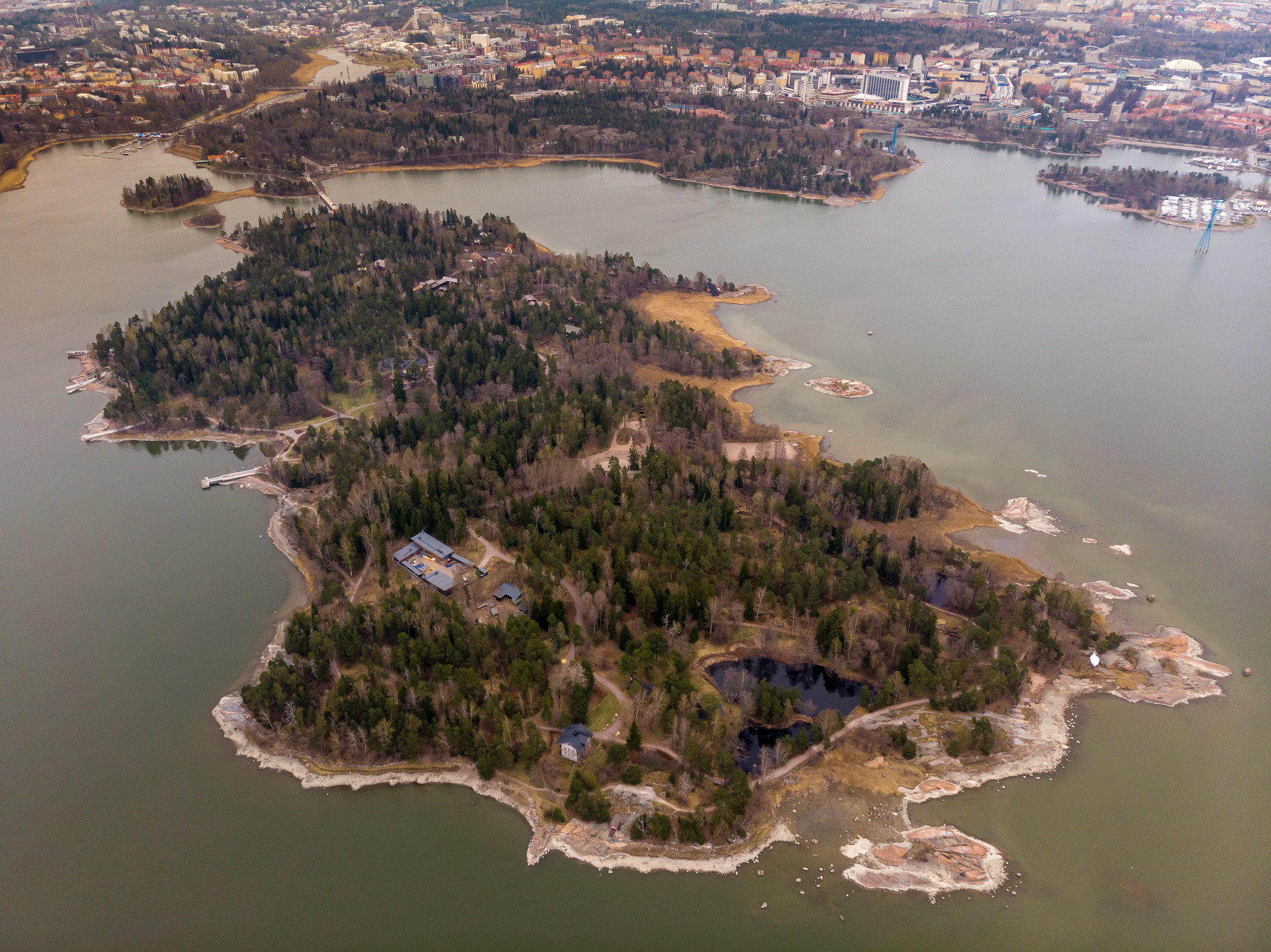
جزیره سوراساری

## نگارخانه

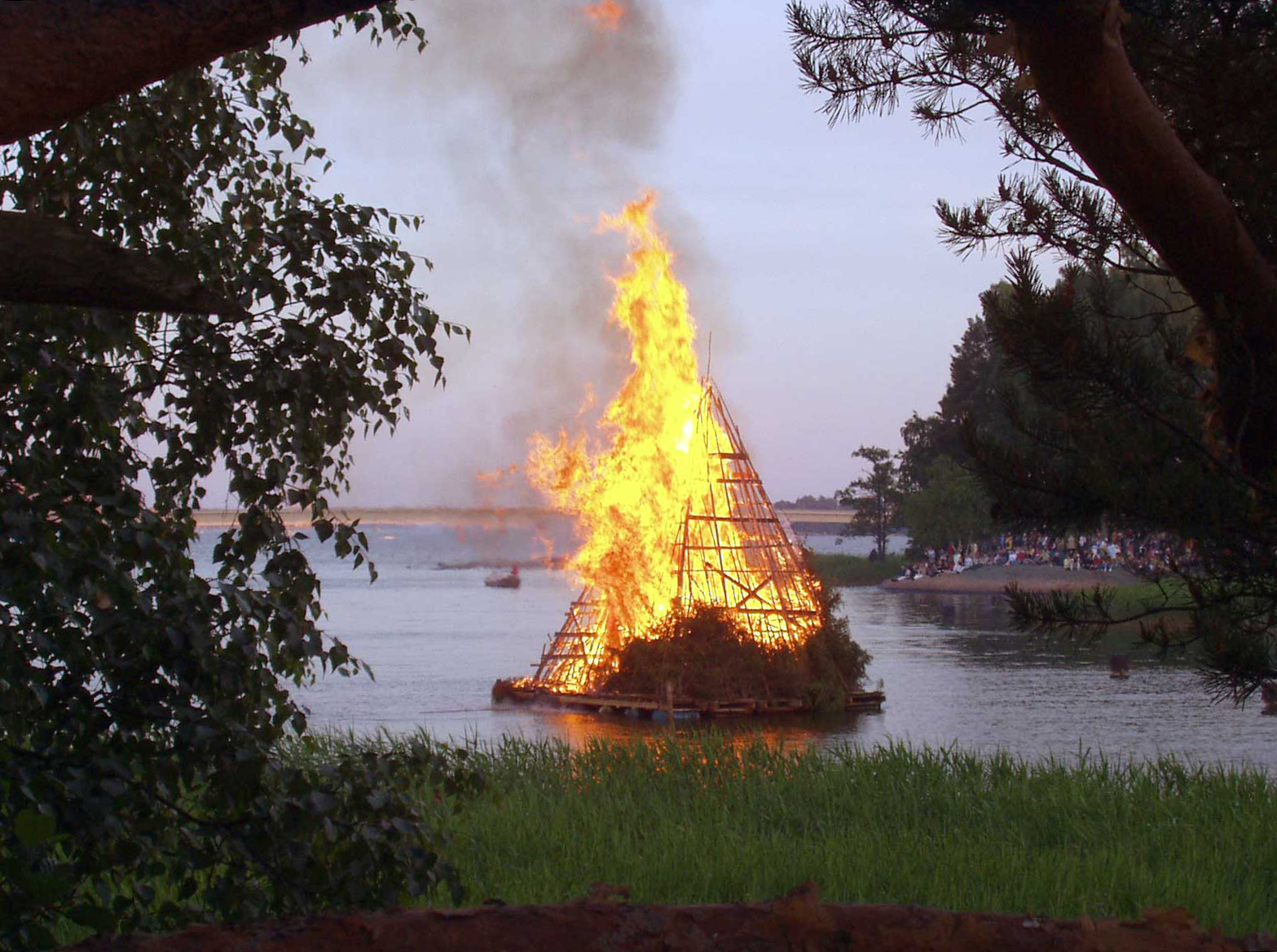
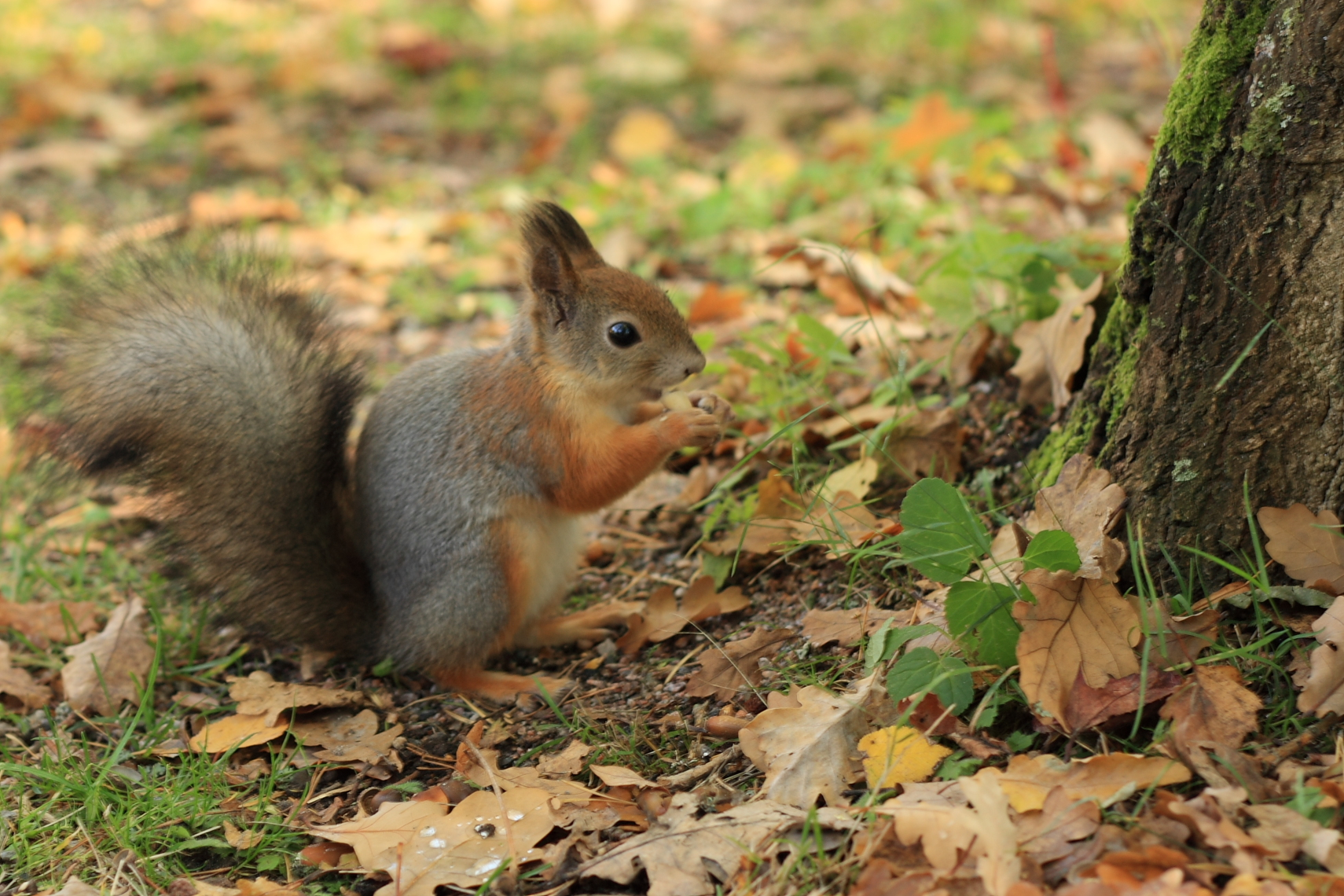
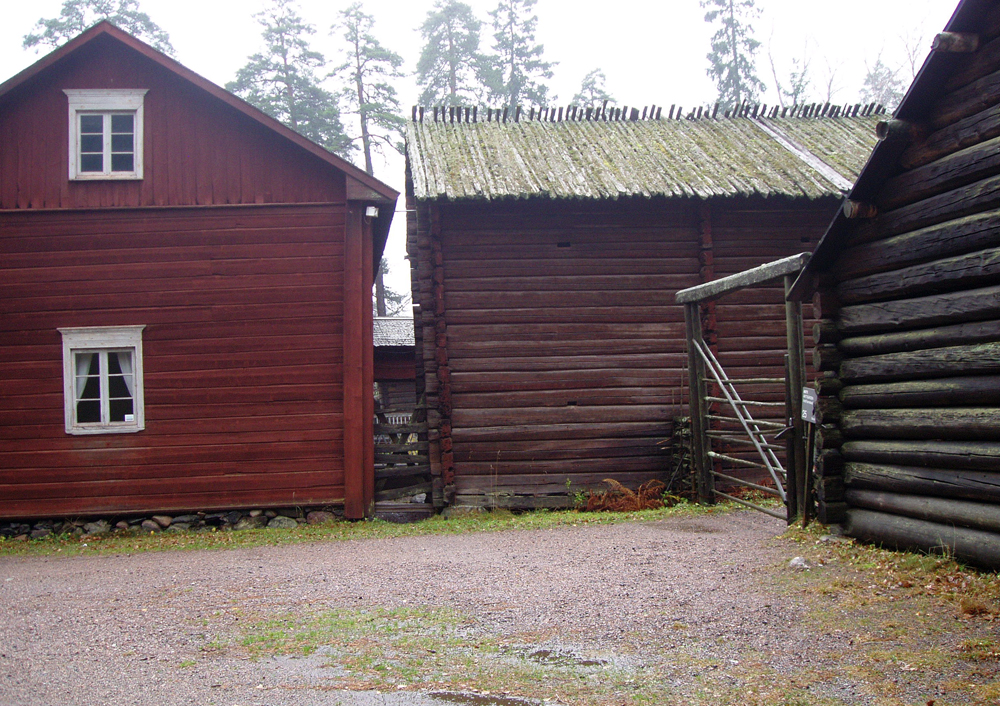
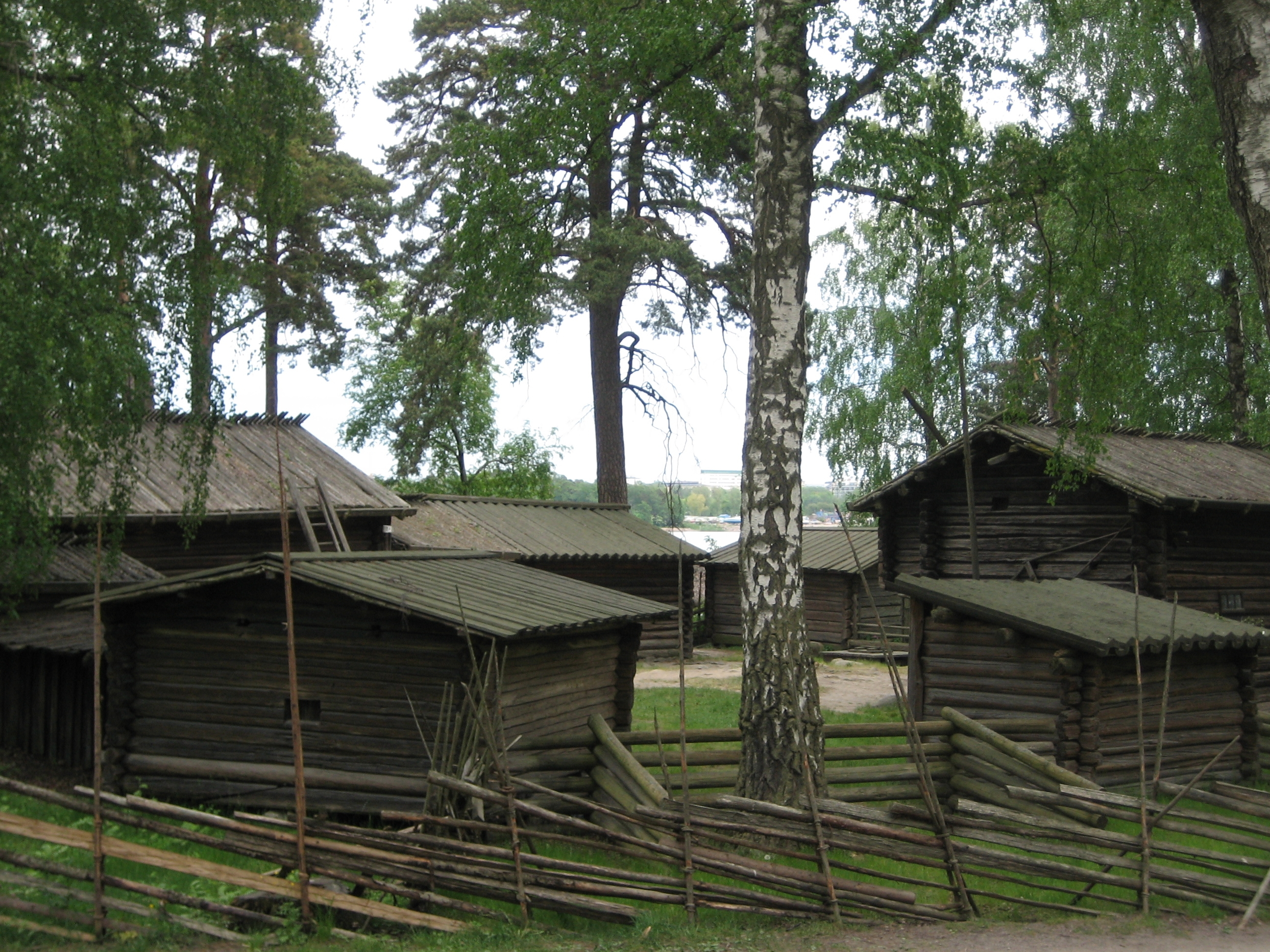
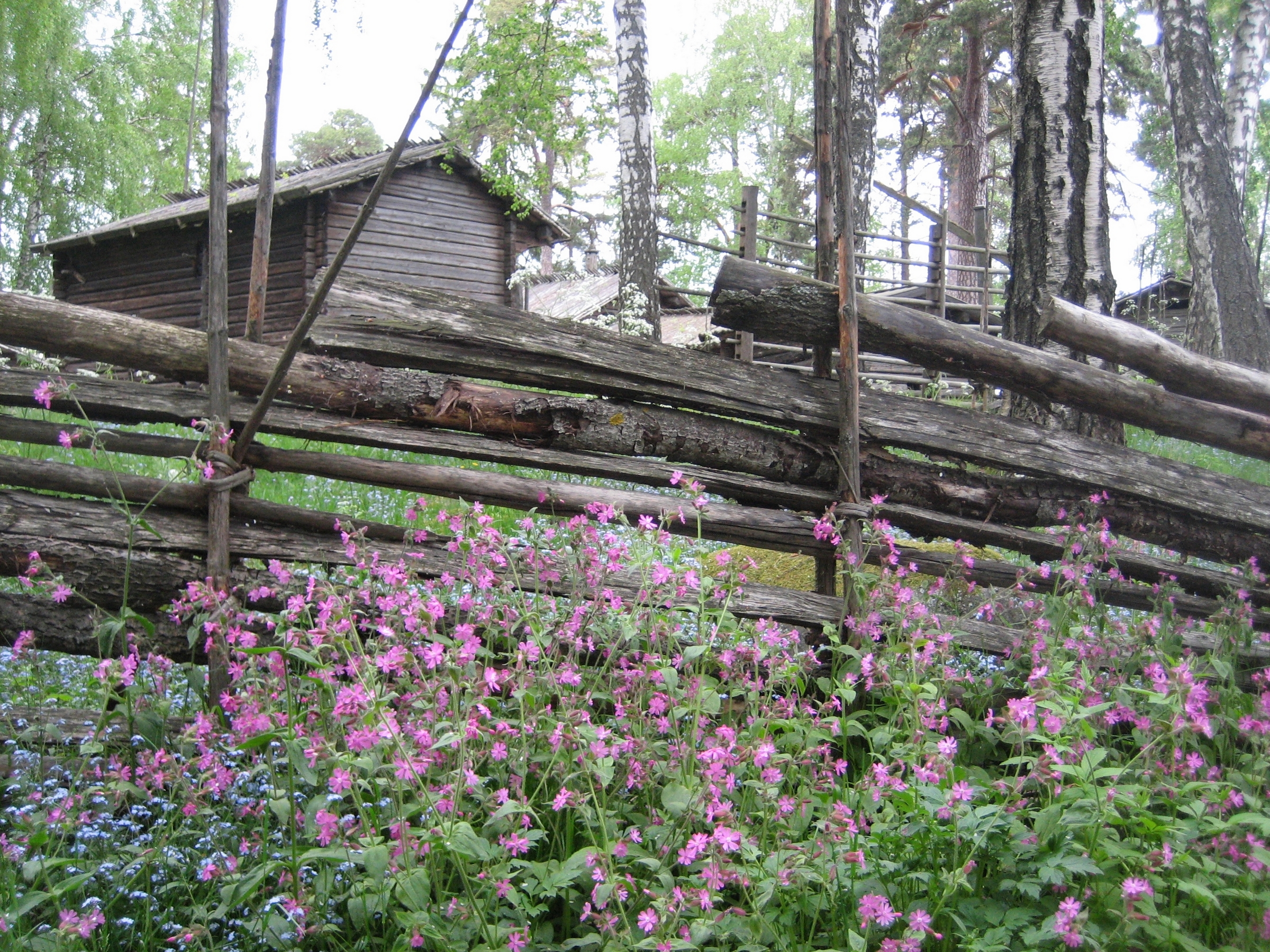
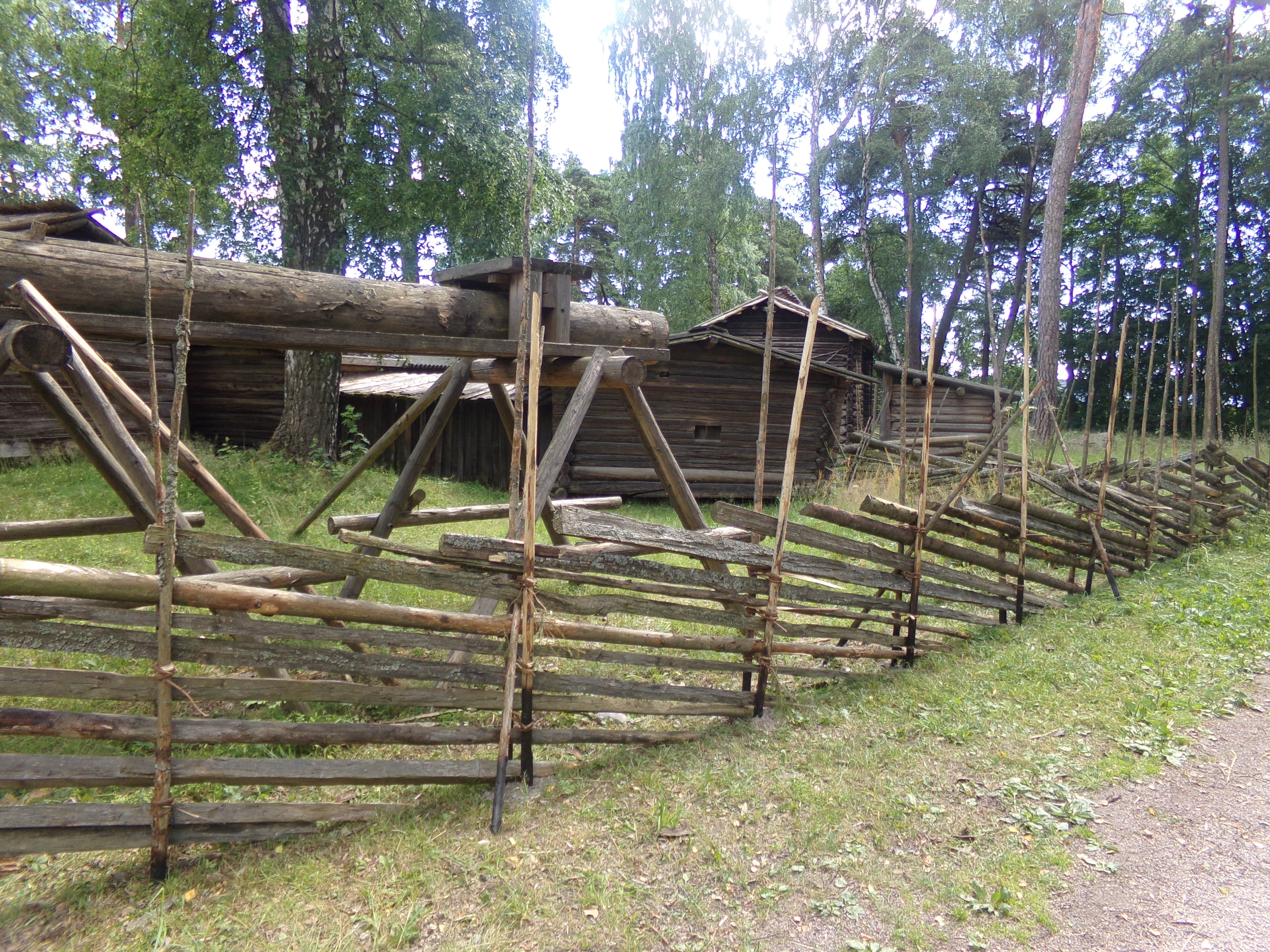
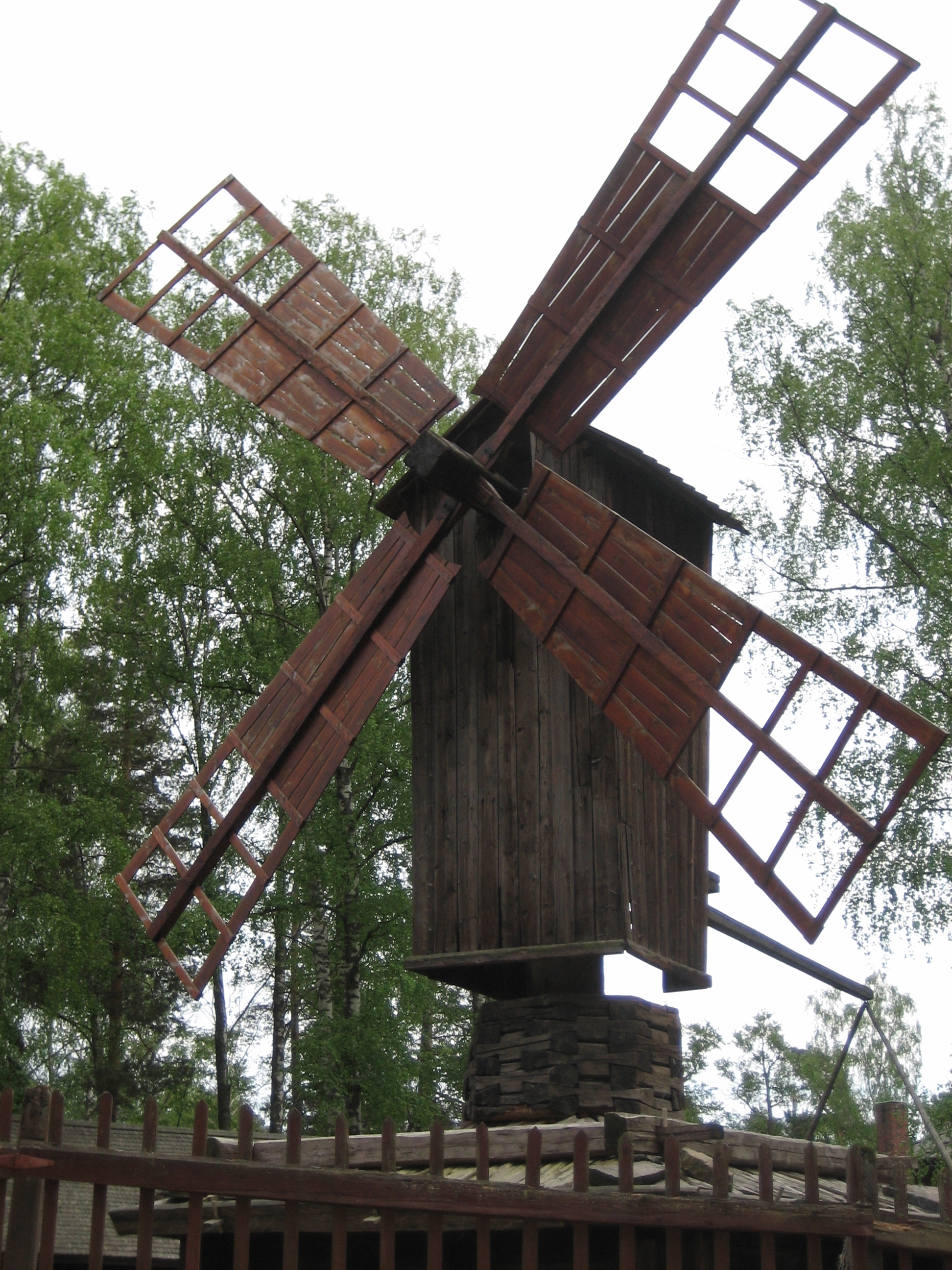